# Ye Qiaobo

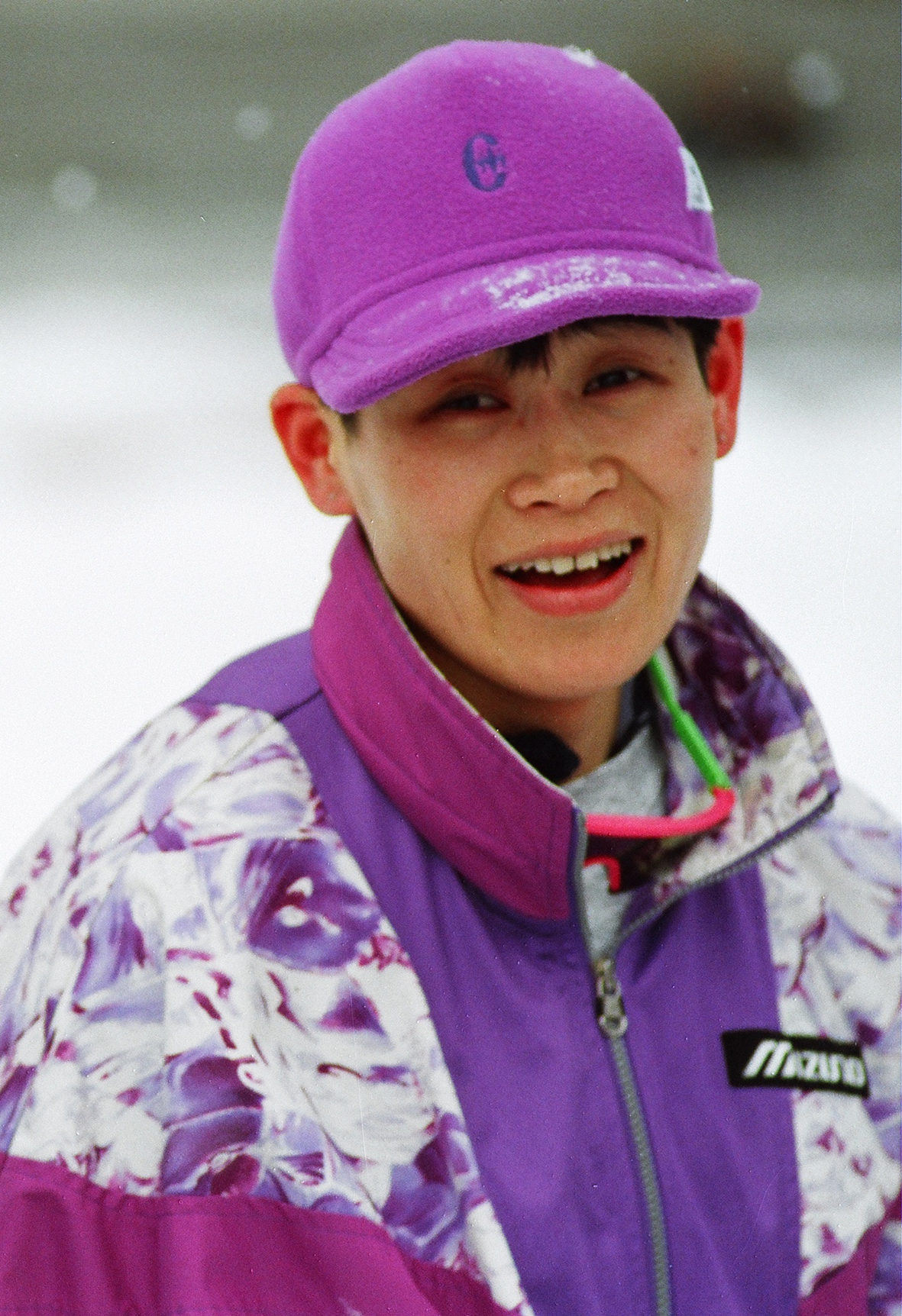
Ye Qiaobo

Dit is een Chinese naam; de familienaam is Ye.
Ye Qiaobo (Chinees: 叶乔波) (3 augustus 1964) is een voormalige Chinese schaatsster. Haar favoriete afstanden waren de 500 meter en 1000 meter. Ze is van Hakka afkomst.
Tijdens het Wereldkampioenschap sprint van 1988 werd zij positief bevonden op het gebruik van doping. Dit betekende niet het einde van haar carrière. Ze vocht terug en werd in 1991 tweede op het WK Sprint. Het jaar erop versloeg ze haar rivale Bonnie Blair en werd wereldkampioene sprint. Het jaar erop wist ze haar sprinttitel te prolongeren. Op de Olympische Spelen van 1992 kwam ze niet verder dan twee zilveren medailles. Wel wist Ye tussen 1991 en 1993 12 wedstrijden meetellend voor de wereldbeker te winnen. In het seizoen 1992/1993 won de Chinese tevens het overall klassement op de wereldbeker 500 meter.
Ye Qiaobo nam drie keer deel aan het WK Allround. Ze veroverde alle drie keer de gouden medaille op de 500 meter. Door haar uitmuntende 500 meter slaagde ze erin om zich alle drie keer voor de slotafstand te kwalificeren, in '91 eindigde ze als 15e, in '92 als 16e en in '93 als 12e in het klassement.
Ze beëindigde haar carrière na de Olympische Spelen van 1994 op 29-jarige leeftijd.

## Resultaten
| jaar | WK Sprint | WK Allround | Olympische Spelen | WK Junioren |
| ---- | --------- | ----------- | ----------------- | ----------- |
| 1981 |           |             |                   | nc28        |
| 1982 |           |             |                   | nc18        |
| 1983 |           |             |                   | nc21        |
| 1984 |           |             |                   |             |
| 1985 |           |             |                   |             |
| 1986 |           |             |                   |             |
| 1987 |           |             |                   |             |
| 1988 | dq        |             |                   |             |
| 1989 |           |             |                   |             |
| 1990 |           |             |                   |             |
| 1991 | Zilver    | 15e         |                   |             |
| 1992 | Goud      | 16e         | 500m · 1000m      |             |
| 1993 | Goud      | 12e         |                   |             |
| 1994 | 5e        |             | 1000m             |             |

## Persoonlijke records
| Afstand    | Tijd    | Datum           | Baan       |
| ---------- | ------- | --------------- | ---------- |
| 500 meter  | 39,48   | 19 maart 1993   | Calgary    |
| 1000 meter | 1.19,84 | 30 januari 1994 | De Scheg   |
| 1500 meter | 2.06,76 | 8 maart 1992    | Heerenveen |
| 3000 meter | 4.43,01 | 7 maart 1992    | Heerenveen |
| 5000 meter | 8.18,00 | 8 maart 1992    | Heerenveen |